# Gare de Burlington
Gare de Burlington est une gare du train de banlieue située à Burlington en Ontario. GO Transit exploite des trains de banlieue de la ligne Lakeshore West et une route d'autobus vers Niagara Falls. La correspondance est offerte vers les autobus locaux de Burlington Transit.

## Situation ferroviaire
La gare est située à la borne 31,5 milles (50,7 km) de la subdivision Oakville du Canadien National, entre les gares d'Appleby et d'Aldershot. La subdivision Halton du CN rejoint la subdivision Oakville à l'ouest de la gare.

## Histoire

### Wellington Square
La gare initiale de Burlington a été construite en 1854 par le Great Western Railway à l'ouest de la rue Brant, environ 800 mètres à l'ouest de la gare actuelle. Comme un des premiers chemins de fer en Ontario, ce développement était une réponse au défi d'établir des routes commerciales canadiennes à travers les Grands Lacs contre les chemins de fer américains déjà exploités au sud de la frontière. Partant du Niagara, via Hamilton, jusqu'à Windsor et Sarnia, la route suivie par le GWR était considérablement plus courte que l'alternative américaine autour de la rive sud du lac Érié et offrait d'excellentes liaisons avec les chemins de fer du Michigan et de l'État de New York.
Dans la région, un lotissement urbain nommé Wellington Square a été aménagé à l'extrémité nord de Burlington Beach, à la tête du lac Ontario. Les lots sont restés inexploités jusque dans les années 1820, le début de l'agriculture dans la région. Bien située au bord du lac et sur la route entre Toronto et le Niagara, la communauté est devenue un important marché à grains avec des quais, des entrepôts et des moulins. Les exportations de grains à partir des quais de Wellington Square ont culminé pendant la guerre de Crimée dans les années 1850, et ont considérablement diminué par la suite.
Alors que les habitants du village auraient demandé un chemin de fer dès les années 1830, l'arrivée du GWR en 1854 n'a d'abord pas aidé l'économie déprimée de Wellington Square, durement touchée par un déclin du commerce des grains et la chute des valeurs immobilières. Vers la fin des années 1860, le chemin de fer était établi, à la fois comme service aux voyageurs, à l'exclusion des diligences, mais aussi comme transporteur de marchandises lourdes telles que le bois d'œuvre, qui a dominé le commerce de la région pendant un certain temps.

### Hamilton & North Western

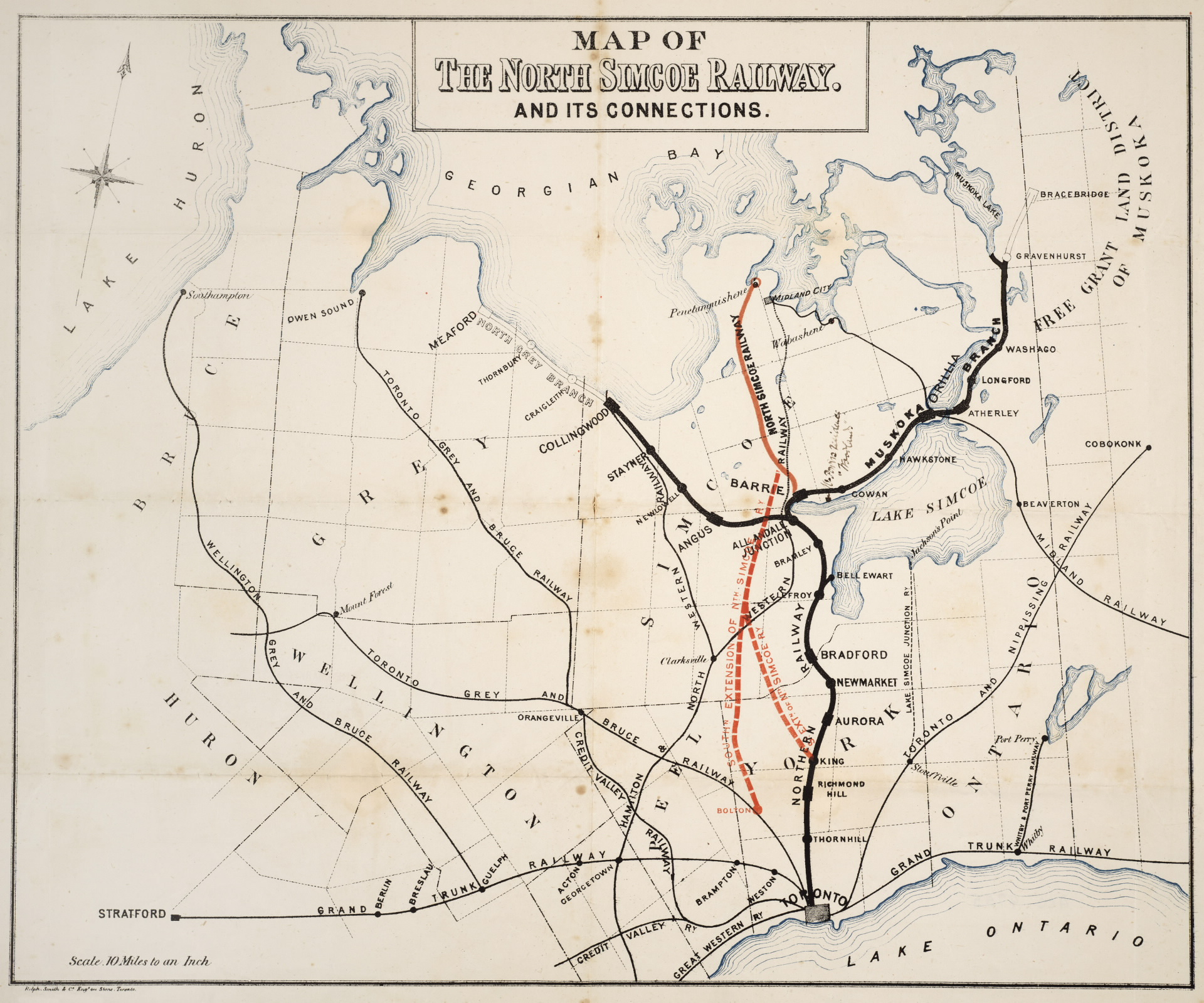
Lorsque le H&NW a été fondé, le Northern a annoncé plusieurs nouvelles lignes pour le concurrencer, indiquées sur cette carte. Le H&NW est juste à gauche des lignes rouges. La carte montre un prolongement jamais réalisé vers Midland, et la route vers Collingwood a été construite plus à l'ouest que ce qui est montré ici.

Pendant que le GWR exploitait une ligne principale est-ouest dès le départ, Burlington a été également desservie par Hamilton & North Western (H&NW), un axe nord-sud de Port Dover sur le lac Érié, via Hamilton et Barrie, à Collingwood sur la baie Georgienne. Une compagnie de chemin de fer avec les aspirations de Hamilton à développer son propre arrière-pays nordique comparable à Toronto par l'ancien Northern Railway (NR), et de participer au commerce du grain et du bois de la région,, leurs voies ont été achevées en 1875, entrant la ville par le nord, traversant la ligne du GWR près de la gare Freeman, puis descendant jusqu'au lac et traversant Burlington Beach. La ligne a été complétée vers la fin des 1870.
Le H&NW, avec sa gare idéalement située au centre-ville de Burlington, a attiré un grand nombre de passagers entre Burlington et Hamilton, et il a également répondu à une demande croissante de vacanciers le long de la plage, où les hôtels de villégiatures, les auberges et les tavernes ont proliféré. Le H&NW a rapidement fusionné avec le NR pour former le Northern & North Western (N&NW), et le Grand Tronc a pris le relais du N&NW en 1888, à la face du Canadien Pacifique (CP), un concurrent majeur dans le sud-ouest de l'Ontario qui était en pleine croissance. Les services réguliers de train de passagers sur cette ligne vers Hamilton se sont poursuivis jusqu'à la construction du Hamilton Radial Electric Railway à la fin des années 1890. Populaire depuis longtemps auprès des banlieusards, la liaison de tramway entre Burlington et Hamilton a été remplacée par un service de bus après la Première Guerre mondiale.
Le trafic de passagers sur la ligne du Grand Tronc a continué à souffrir de l'emplacement peu pratique de la gare Freeman, une longue marche en pente raide depuis le centre commercial de la ville.

### 1900 - 1960

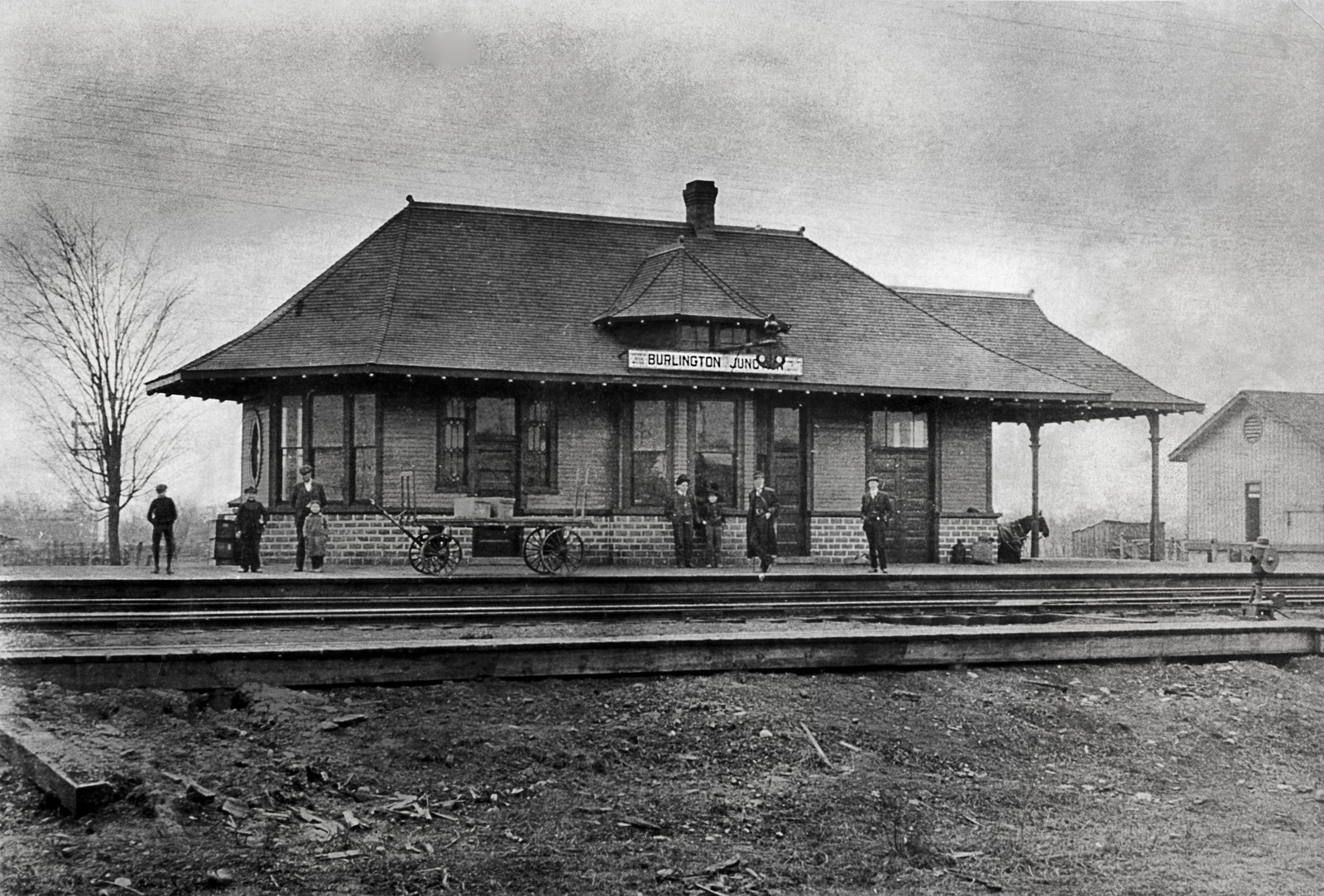
Gare de Burlington Junction du Grand Tronc vers 1910

Au tournant de siècle, Burlington prospérait grâce aux fermes maraîchères, fruitières et laitières, et à l'élevage de la région. De grandes quantités de fruits et légumes, en particulier, ont été expédiées de la ville. De nouveaux aiguillages et voies d'évitement ont été construits pour faire face au trafic croissant de marchandises, et un nouvel édicule a été érigé sur le site de Freeman, en juin 1906, après qu'un incendie a détruit son prédécesseur.
Après la Première Guerre mondiale, le rôle du chemin de fer et de cette gare a progressivement diminué, face à la concurrence croissante des automobiles, des autobus, et des camions sur des routes bien améliorée. La ville a grandi relativement lentement après des années de prospérité qui ont pris fin avec la guerre, bien que son emplacement sur la première autoroute pavée de la province, entre Hamilton et Toronto, lui garantisse de continuer à maintenir des liens étroits avec les deux villes à mesure que la circulation automobile augmente,.

### 1960 - 2000
Ce sont les années 1960 et 1970 qui ont vu l'expansion commerciale et industrielle rapide de Burlington. Avec des terrains réservés à cet effet le long de l'autoroute principale, la Queen Elizabeth Way, Burlington a commencé à attirer une multitude de petites et moyennes entreprises commerciales et industrielles, dont beaucoup étaient engagées dans l'industrie manufacturière. La ville a connu une croissance démographique exponentielle, ce qui a motivé la province d'exploiter les trains de banlieue entre Pickering et Oakville, et jusqu'à Hamilton aux heures de pointe en 1967, afin de freiner les trafics sur l'autoroute.
Bien que le service de trains de banlieue continuait d'améliorer entre Oakville et Pickering, la desserte de Burlington était entravée par le Canadien National et le Canadien Pacifique, qui continuait de transporter des marchandises sur leurs voies. Vers la fin des années 1970, il s'avérait si dissuasif de prolonger le service que le gouvernement provincial a envisagé de contourner les voies complètement et de construire une nouvelle ligne de train léger entre Oakville et Hamilton. Toutefois, le projet n'a jamais été réalisé après que le fédéral a modifié la loi pour donner la priorité aux trains de passagers sur les voies dans les années 1980.
En 1980, la gare a été déménagée et celle sur Freeman a été renommée Burlington West. En 1988, VIA Rail a également cessé de desservir cette gare, au profit de la nouvelle gare. Le service de VIA Rail a été interrompu en 1990. En 1992, le service de trains de banlieue a été bonifié pour desservir la gare toute la journée. Toutefois, la province a annulé le service de train hors pointe l'année suivante en raison des coupes budgétaires.

### Depuis 2000
Sans se laisser décourager par ce revers, GO a continué de se préparer à améliorer le service vers Hamilton. Le service hors-pointe vers Burlington est rétabli toute la journée et tous les jours, et un quatrième train de pointe vers Hamilton a été ajouté le 1er mai 2000. Le service hors-pointe a été prolongé vers la gare d'Aldershot en septembre 2007, et le service du week-end a suivi le mois prochain, offrant la correspondance avec les trains de VIA Rail.
Le gouvernement provincial et Metrolinx ont travaillé sans cesse pour augmenter les fréquences sur la ligne. Étant donné qu'une capacité suffisante avait été établie, le service du train est passé de toutes les heures à toutes les demi-heures pendant la majeure partie de la semaine. À partir du 7 août 2021, les trains vers West Harbour à Hamilton desservent la gare toutes les heures, 7 jours sur 7. En plus, un service supplémentaire est offert à partir d'Aldershot, offrant un service toutes les demi-heures entre Aldershot et Toronto.

## Service des voyageurs

### Accueil
La billetterie de GO Transit est ouverte en semaine de 6 h à 20 h 45, les fins de semaine et jours fériés de 6 h 30 à 20 h 45. L'ambassadeur de la gare GO peut aider les clients à configurer un type de tarif ou à définir un trajet par défaut sur la carte Presto. Les clients disposent également d'options en libre-service, notamment l'achat d'un billet papier dans un distributeur automatique de billets, le chargement d'une carte Presto dans un distributeur automatique de billets compatible avec Presto, l'achat d'un billet électronique avec leur smartphone et le paiement au valideur avec une carte de crédit sans contact ou une carte Presto.
La gare est équipée d'une salle d'attente, d'une succursale de Tim Hortons, des toilettes publiques, des téléphones payants, des abris de quai, et d'un point de ramassage d'épicerie PC Express. Ainsi, 2 273 places de stationnement sont disponibles aux stationnements incitatifs au nord et au sud de la gare, avec une station d'autopartage Zipcar, une zone de covoiturage, et un débarcadère.

### Desserte
La gare dessert les trains de la ligne Lakeshore West toutes les 15 minutes aux heures de pointe, et toutes les 30 minutes hors pointe. Les trains en direction ouest terminent leurs trajets aux gares d'Aldershot, d'Hamilton, de West Harbour, et de Niagara Falls aux heures de pointe. Hors pointe, les trains en direction ouest sont en alternance vers Aldershot et West Harbour. En plus, trois trains en direction de Toronto, et trois vers Niagara Falls desservent la gare les fins de semaine et les jours fériés entre la Fête de la Reine et l'Action de grâce. Des lignes de bus correspondantes vers Hamilton et Brantford sont offertes à la gare d'Aldershot. Tous les trains en direction est terminent à la gare Union de Toronto, la plupart d'eux continuant vers la gare d'Oshawa de la ligne Lakeshore East.
GO Transit exploite une ligne de bus correspondante vers Niagara Falls et vers le stationnement incitatif au coin de la rue Dundas et l'autoroute 407.
Les trains du Corridor de VIA Rail vers Toronto, London et Windsor empruntent la même voie mais ne s'arrêtent pas à la gare.

### Intermodalité

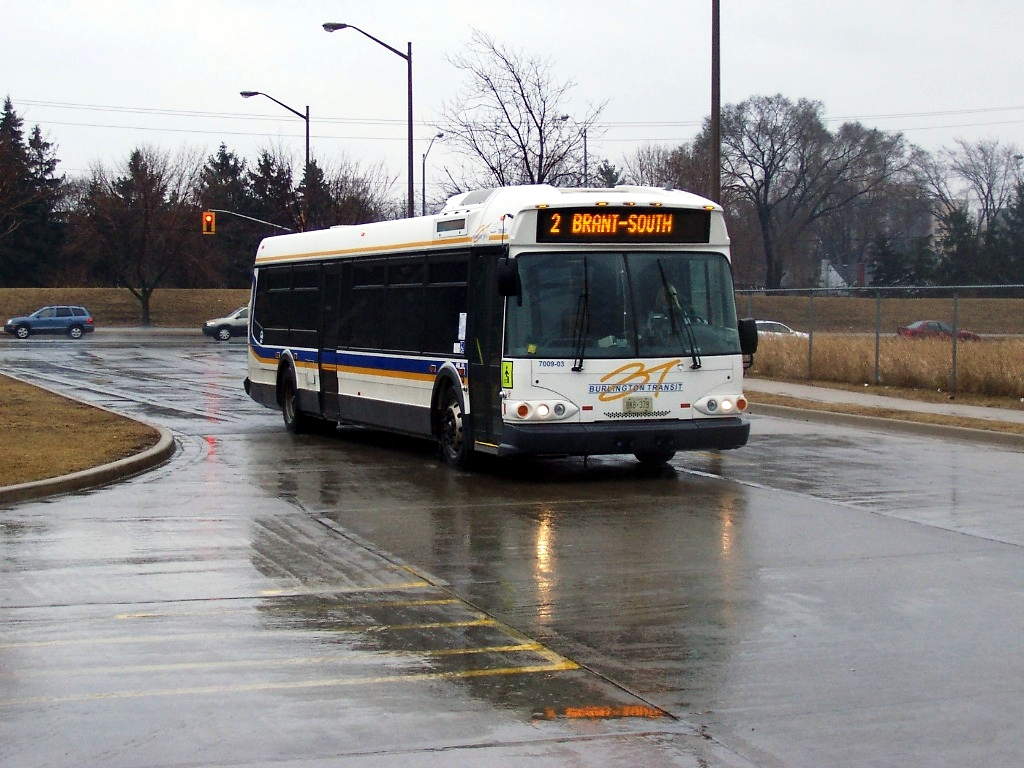
La ligne 2 de Burlington Transit

La gare est desservie par des autobus locaux de Burlington Transit et une ligne de bus régionale de GO Transit suivants, :

#### Burlington Transit
- 1 Plains (tous les jours)
- 2 Brant (tous les jours)
- 6 Headon - Haber (tous les jours)
- 10 New - Maple (tous les jours)
- 12 Upper Middle (tous les jours)
- 50 Burlington South (service de fin de soirée, lundi au samedi)
- 51 Burlington Northeast (service de fin de soirée, lundi au samedi)
- 52 Burlington Northwest (service de fin de soirée, lundi au samedi)
- 80 Harvester (lundi au vendredi)
- 81 North Service (service de pointe)
- 87 North Service - Aldershot (service de pointe)

#### GO Transit
- 12 Niagara Falls (tous les jours) : Direction est vers le stationnement incitatif Dundas / Autoroute 407, direction ouest vers le terminus Niagara Falls
- 18 Lakeshore West (bus de remplacement tôt le matin ou tard le soir) : Direction est vers le terminus de la gare Union, direction ouest vers Hamilton GO Centre